# Лумбовка
Лумбовка (рус. Лумбовка) малено је село смештено на северозападном делу Терске обале Кољског полуострва, на подручју Мурманске области Русија. Налази се на јужној обали Лумбовског залива Белог мора, на месту где се у залив уливају реке Каменка и Лумбовка. Лежи на надморској висини од 5 метара изнад нивоа мора.
Село административно припада градском округу Островно, а на територији села налази се ваздухопловни полигон руске Северне флоте.
Према подацима са пописа становништва из 2010. у селу је живело свега 11 становника, углавном војника који раде на одржавању ваздухопловног полигона.